# NGC 3443
NGC 3443 (другие обозначения — UGC 6000, MCG 3-28-25, ZWG 95.56, PGC 32671) — спиральная галактика в созвездии Льва. Открыта Льюисом Свифтом в 1887 году.
Этот объект входит в число перечисленных в оригинальной редакции «Нового общего каталога». При открытии Свифт указал, что галактика имеет ярко выраженное ядро, хотя такового в ней не наблюдается, и указал ошибочные на 8,3 минуты дуги склонение. Несмотря на это, идентификация объекта считается несомненной.
NGC 3443 входит в состав группы галактик NGC 3370. Помимо NGC 3443 в группу также входят NGC 3370, NGC 3454, NGC 3455 и UGC 5945. У галактики нет видимых компаньонов поблизости, но в изображении GALEX её северная половина заметно отличается от южной. По всей видимости, в прошлом галактика сблизилась с NGC 3457, из-за чего потеряла большую часть нейтрального водорода.